# Parkers Creek (Maryland)
Parkers Creek (La Baia di Parkers) è una piccola insenatura affluente della Baia di Chesapeake localizzata nella zona centrale di Calvert County, Maryland, Stati Uniti d'America. L'ingresso alla baia è posizionato a nord della comunità di Scientists Cliffs. La maggior parte dell'area che circonda la baia è stata protetta dal progresso, da numerosi acquisiti fatti da organizzazioni nonprofit (land trust) e accordi di difesa e conservazione dell'ambiente (conservation easements). La maggior parte della baia è navigabile con la canoa. Le sorgenti della baia sono a sud di Prince Frederick.